# Бровск (Псковская область)
Бровск — деревня в Струго-Красненском районе Псковской области России. Входит в состав Марьинской волости.

## География
Находится на северо-востоке региона, в центральной части района, около озера Щирское.
Культурно-природный ансамбль Бровского ботанического парка (пл. — 15 га).
Уличная сеть представлена тремя улицами: Березицкая, Дачная, Приозёрная и одним переулком: Лесной.

## История
В 1927-54 годах — центр Заозерского сельсовета Струго-Красненского района.
В 1941—1944 гг. деревня находилась под фашистской оккупацией войсками Гитлеровской Германии.
С 1995 года входит в состав Марьинской волости.

## Население
| 2001 | 2002 | 2010 | 2011 |
| ---- | ---- | ---- | ---- |
| 13   | ↗28  | ↘13  | ↘9   |

## Инфраструктура
В 1930-41, 1944-50 годах действовал колхоз «Бровск». В 1950-58 гг. — деревня стала центром укрупнённого колхоза «Победа». С 1958 г. в деревне бригада Бровск совхоза «Авангард».
Бровская церковно-приходская школа (1916), Бровская школа I ступени (1927), Бровская начальная школа (1935, 1950). Бровская изба-читальня (1954, 1957)
Бровский сельский клуб (1967). Дом отдыха ленинградского завода № 212 (1939). Дачи. 

## Транспорт
Деревня доступна по просёлочным дорогам.